# Wu Han-Chie
Wu Han-Chie es un deportista taiwanés que compitió en taekwondo. Ganó una medalla de bronce en el Campeonato Asiático de Taekwondo de 1980, en la categoría de –52 kg.

## Palmarés internacional
| Representando a China Taipéi |                 |                   |           |
| Campeonato Asiático          |                 |                   |           |
| Año                          | Lugar           | Medalla           | Categoría |
| 1980                         | Taipéi (Taiwán) | Medalla de bronce | –52 kg    |